# Dan Cohn-Sherbok
Dan Mark Cohn-Sherbok dit Dan Cohn-Sherbok (1945, Denver, Colorado-) est un rabbin réformé américain, professeur émérite à l'Université du pays de Galles, théologien, en particulier de la Shoah.

## Biographie
Dan Cohn-Sherbok est né en 1945 à Denver au Colorado. Son père est un chirurgien. Son arrière grand-père est un juif orthodoxe, boucher à New York.